# ما تبقى منك لي (فلم)
ما تبقى منك لي (بالتركية: Senden Bana Kalan) هو فيلم تركي رومانسي حزين تم انتاجه في عام 2015. تؤدي بطلته نسليهان أتاغول دور الفتاة «ايليف» الفقيرة المريضة بالقلب ذات ال 18 عام. تعيش ايليف في قرية صغيرة في دار للأيتام من أجل العناية بأطفال الميتم. ايليف تغرم بطفل في الثامنة من عمرها ولكنه يذهب وتتنتظره 10 سنوات حتى يعود إليها.
Ekin Koç يؤدي دور شاب المدينة الثري الذي يذهب من جديد في ال 18 من عمره إلى قرية ايليف ليتخرج منها حسب وصية جده له. هناك يلتقي أوزغور بحب طفولته من جديد ويتذكر ما حصل معه منذ عشر سنوات. يحاول أوزغور إسعاد ايليف في أيامها الاخيرة متحديًا معها مرضها ولكي ينسيها شوقها وانتظارها له تتوفى ايليف تاركة ورائها الميتم الذي انقذه اوزغور.

## روابط خارجية
- ما تبقى منك لي على موقع IMDb (الإنجليزية)
- ما تبقى منك لي على موقع ألو سيني (الفرنسية)
- ما تبقى منك لي على موقع فيلمافينيتي (الإسبانية)
- ما تبقى منك لي على موقع قاعدة بيانات الفيلم (الإنجليزية)
- ما تبقى منك لي على موقع ليتربوكسد (الإنجليزية)
- ما تبقى منك لي على موقع كينوبويسك (الروسية)